# Lilla Tallholmen, Raseborg
Lilla Tallholmen är en ö i Finland. Den ligger i Finska viken och i kommunen Raseborg i den ekonomiska regionen  Raseborg i landskapet Nyland, i den södra delen av landet. Ön ligger omkring 89 kilometer väster om Helsingfors.
Öns area är 1,2 hektar och dess största längd är 160 meter i sydöst-nordvästlig riktning.